# Rhagio venetianus
Rhagio venetianus är en tvåvingeart som beskrevs av Becker 1921. Rhagio venetianus ingår i släktet Rhagio och familjen snäppflugor. Inga underarter finns listade i Catalogue of Life.